# 桃源暗鬼
《桃源暗鬼》是日本漫畫家漆原侑來創作的少年漫畫，2020年6月11日起在《週刊少年Champion》開始連載。本作入圍2023年電子漫畫大賞（電子漫畫大獎）（みんなが選ぶ!!電子コミック大賞）男性部門提名名單。

## 登場人物

### 鬼機關

#### 羅刹學園
一之瀨四季（聲：浦和希）
本作男主角。17歲。生日：2月4日
嬰兒時期被遺棄至垃圾場，由養父一之瀨剛志撫養長大。故事開頭因被學校退學而閒賦在家，因對槍械有興趣而收集不少相關玩具，直到桃太郎機關上門才意外得知自己是鬼的孩子，自己的養父也是前桃太郎機關成員。
繼承鬼之血脈的少年，在父親被桃太郎機關成員桃屋五月雨殺死時，覺醒潛藏體內的鬼之力量。打退桃屋五月雨時被剛好前來刺探情報的無陀野無人壓制帶回羅刹學園。
血蝕解放
「銃葬神器」
技
「炎鬼」
「喇叭槍」
無陀野無人（聲：神谷浩史）
生日：12月31日
羅刹學園的教官，也是四季的班主任，個性不苟言笑且冷靜。初登場時將因養父被殺而陷入暴走的一之瀨四季給強行帶回羅刹學園，同時也將四季養父的遺體帶回學園保存。
血蝕解放
「繚亂時雨」

技
「雨過轉生」
「聖雙龍涕之慈雨」
「淤加美神」
「深淵之水暗」
「繚亂時雨・雨坊主」
皇后崎迅（聲：西山宏太朗）
羅刹學園的學生，四季的同班同學。一個以遮住嘴巴的巨大面具為特徵的男孩。個性冷酷，不喜歡與人親近，但在內心深處，他是一個情緒化且容易被激怒的同齡人，而且他也有善良的天性，本能地幫助一個他不認識的孩子。喜歡甜食。生日：9月17日
血蝕解放
「七大斷罪」

技
「兩斷血飛沫之舞」
「兩斷血吹雪」
「拔鬥兩斷」
屏風浦帆稀（聲：石見舞菜香）
羅刹學園的學生，四季的同班同學。她是個身材姣好、有著粉紅色頭髮的美麗女孩，但個性膽小，極度缺乏自信。生日：2月14日
血蝕解放
「憂鬱的少女」
矢颪碇（聲：坂田将吾）
羅刹學園的學生，四季的同班同學。不習慣女性的暴露服裝，他堅信「男女應該在20歲之後才可以同居」。生日：11月11日
血蝕解放
「怒鬼怒氣歇斯底里」

技
「靴」
「爪」
「雙聖之劍」
「翼」
「墮天使之咆哮」
「草刈鎌」
「怒鬼怒氣歇斯底里・改　雷速・改」
「刀」
遊摺部從兒（聲：花江夏樹）
羅刹學園的學生，四季的同班同學。喜歡柔軟、有彈性的東西。重視合作，勤奮努力提升自己。他也是一位認真的人，會真誠地履行自己的職責。生日：3月19日
血蝕解放
「汝、往何處」
手術岾六郎（聲：三浦魁）
羅刹學園的學生，四季的同班同學，他是個有著黑眼圈和白髮的男生，總是戴著圍巾。患有極度焦慮症，經常懷疑自己得了重病，而且很容易抑鬱。生日：6月6日
血蝕解放
「死灰嵐舞」
技
「嵐舞 死櫻之舞」
「嵐舞 雙祭之舞」
「嵐舞 下弦之舞」
「死灰嵐舞・怒」
「嵐舞 頰那藝之怒槌」
漣水雞（聲：愛美）
羅刹學園的學生，四季的同班同學。一個擁有巨乳的漂亮辣妹。喜歡的東西是手銬和束縛。個性可靠，像個大姐姐，但同時又對別人有著病態的過度依賴。生日：8月21日
血蝕解放
「純情而異常的愛情」
校長（聲：緒方惠美）
羅剎學園的院長。平時以布遮面，打扮得像個陰陽師。
花魁坂京夜（聲：木村良平）
鬼機關京都支部支援部隊司令官→羅刹學園保險醫生。一個在便服外面套著白大褂的青年。他和無陀野是同期生。生日：11月28日

### 桃太郎機關
桃屋五月雨（聲：增谷康紀）
隸屬桃太郎機關的中年男子，頭部右上角有一道槍傷，過往曾為同機關四季養父的後輩，對前輩收留鬼之嬰孩的行為表示反對。開頭便殺害自己曾經景仰的前輩，對四季來說是殺父仇人。
桃宮唾切（聲：岸尾大輔）
桃太郎機關所屬的隊長。他熱愛研究，並將鬼視為實驗的研究對象。生日：9月11日
桃草蓬（聲：伊瀨茉莉也）
桃太郎機關所屬的女性成員兼副隊長。穿著一件暴露的西裝，舉止幹練，充滿自信。她喜歡的男人類型是基努·里维斯。生日：8月21日

## 出版書籍
| 卷數 | 秋田書店      | 秋田書店                                                | 東立出版社    | 東立出版社             |
| 卷數 | 發售日期      | ISBN                                                    | 發售日期      | ISBN                   |
| ---- | ------------- | ------------------------------------------------------- | ------------- | ---------------------- |
| 1    | 2020年10月8日 | ISBN 978-4-253-28001-3                                  | 2022年9月2日  | ISBN 978-957-26-7687-5 |
| 2    | 2021年1月8日  | ISBN 978-4-253-28002-0                                  | 2024年8月5日  | ISBN 978-626-360-296-0 |
| 3    | 2021年3月8日  | ISBN 978-4-253-28003-7                                  | 2025年7月31日 | ISBN 978-626-02-4525-2 |
| 4    | 2021年6月8日  | ISBN 978-4-253-28004-4                                  |               |                        |
| 5    | 2021年8月6日  | ISBN 978-4-253-28005-1                                  |               |                        |
| 6    | 2021年10月8日 | ISBN 978-4-253-28006-8                                  |               |                        |
| 7    | 2021年12月8日 | ISBN 978-4-253-28007-5                                  |               |                        |
| 8    | 2022年3月8日  | ISBN 978-4-253-28008-2                                  |               |                        |
| 9    | 2022年5月6日  | ISBN 978-4-253-28009-9                                  |               |                        |
| 10   | 2022年7月7日  | ISBN 978-4-253-28010-5                                  |               |                        |
| 11   | 2022年9月8日  | ISBN 978-4-253-28011-2                                  |               |                        |
| 12   | 2022年11月8日 | ISBN 978-4-253-28012-9                                  |               |                        |
| 13   | 2023年1月6日  | ISBN 978-4-253-28013-6                                  |               |                        |
| 14   | 2023年4月7日  | ISBN 978-4-253-28014-3                                  |               |                        |
| 15   | 2023年6月8日  | ISBN 978-4-253-28015-0                                  |               |                        |
| 16   | 2023年8月8日  | ISBN 978-4-253-28016-7                                  |               |                        |
| 17   | 2023年11月8日 | ISBN 978-4-253-28017-4                                  |               |                        |
| 18   | 2024年1月5日  | ISBN 978-4-253-28018-1                                  |               |                        |
| 19   | 2024年3月7日  | ISBN 978-4-253-28019-8                                  |               |                        |
| 20   | 2024年5月8日  | ISBN 978-4-253-28531-5 ISBN 978-4-253-28020-4（特裝版） |               |                        |
| 21   | 2024年9月6日  | ISBN 978-4-253-28532-2 ISBN 978-4-253-28533-9（特裝版） |               |                        |
| 22   | 2025年1月8日  | ISBN 978-4-253-28534-6 ISBN 978-4-253-28535-3（特裝版） |               |                        |
| 23   | 2025年4月8日  | ISBN 978-4-253-28537-7 ISBN 978-4-253-28536-0（特裝版） |               |                        |
| 24   | 2025年6月6日  | ISBN 978-4-253-28539-1 ISBN 978-4-253-28538-4（特裝版） |               |                        |
| 25   | 2025年7月8日  | ISBN 978-4-253-28541-4 ISBN 978-4-253-28540-7（特裝版） |               |                        |

## 舞台劇
2023年8月8日，宣布將獲改編為舞台劇，由阿部顯嵐主演。2024年2月17日至25日於東京都銀河劇場公演；2024年2月29日至3月3日於大阪府梅田藝術劇場公演。

### 登場人物
- 一之瀨四季：阿部顯嵐
- 無陀野無人：立花裕大
- 皇后崎迅：高橋怜也
- 矢颪碇：草地稜之
- 遊摺部從兒：廣野凌大
- 屏風浦帆稀：綿谷優奈
- 手術岾六郎：灰塚宗史
- 漣水吉：山崎紫生
- 花魁坂京夜：田口涼
- 一之瀨剛志：竹村晉太朗
- 芽衣：岡田六花、岩本佳子
- 桃宮唾切：北村諒
- 桃草蓬：石川萌香
- 桃部真中：船木政秀
- 桃屋五月雨：松田賢二

## 電視動畫
2024年5月7日，宣佈獲改編為電視動畫，於2025年7月播出。

### 製作人員
- 原作：漆原侑來
- 導演：野中阿斗
- 導演輔佐：橋本裕之
- 劇本統籌、劇本：菅原雪繪
- 人物設定：網崎涼子
- 美術設定：別役裕之
- 美術監督：Scott MacDonald
- 色彩設計：多田早希
- 攝影監督：芹澤直樹
- CG監督：福島涼太
- 編輯：岡崎由美佳
- 音響監督：飯田里樹
- 音樂：KOHTA YAMAMOTO
- 音樂製作：波麗佳音
- 動畫製作：雲雀工作室[34]

### 主題曲
片頭曲OVERNIGHT
演唱：THE ORAL CIGARETTES，作詞、作曲：山中拓也，編曲：THE ORAL CIGARETTES、辻村有記
片尾曲What is justice?
演唱：BAND-MAID

### 各话列表
| 话数  | 标题                    | 劇本     | 分镜               | 演出               | 作画监督                                                             | 總作画監督       | 首播日期       |
| ----- | ----------------------- | -------- | ------------------ | ------------------ | -------------------------------------------------------------------- | ---------------- | -------------- |
| 第1话 | 鬼之血                  | 菅原雪繪 | 木野目優、野中阿斗 | 木野目優、野中阿斗 | 安形佳己、飯田真樹、廣瀨智仁、中城悅雄                               | 網涼子、         | 2025年 7月11日 |
| 第2话 | 想達成的話 就一直贏下去 | 菅原雪繪 | 木野目優、野中阿斗 | 野中阿斗           | 安形佳己、飯田真樹、廣瀨智仁、中城悅雄                               | 網涼子、         | 7月18日        |
| 第3话 | 血蝕解放                | 菅原雪繪 | 三浦唯             | 木村佳嗣           | 安形佳己、飯田真樹、廣瀨智仁、中城悅雄                               | 網涼子、         | 7月25日        |
| 第4话 | 協助我吧                | 菅原雪繪 | 、野中阿斗         | 金森勝             | 安形佳己、飯田真樹、中城悅雄、北川知子                               | 網涼子、河野希美 | 8月1日         |
| 第5话 | 危險的傢伙              | 木野目優 | 木野目優           | 木野目優、野中阿斗 | 北川知子、安形佳己、稻田真樹、中城悅雄、松村尚雄、四澤聖矢、廣瀨智仁 | 網涼子、         | 8月8日         |
| 第6话 | 邪門歪道也該有個限度吧  | 田澤大典 |                    | 谷澤篤二           | 安形佳己、稻田真樹、廣瀨智仁、中城悅雄、四澤聖矢、北川知子、吉田瑞希 | 網涼子、         | 8月15日        |
| 第7话 |                         |          |                    |                    |                                                                      |                  |                |

### BD
| 卷數 | 發行日期          | 收錄話數 | 規格編號   |
| ---- | ----------------- | -------- | ---------- |
| 一   | 2025年10月8日預定 | 待公布   | PCXP-51221 |
| 二   | 2025年11月5日預定 | 待公布   | PCXP-51222 |
| 三   | 2025年12月3日預定 | 待公布   | PCXP-51223 |
| 四   | 2026年1月28日預定 | 待公布   | PCXP-51224 |
| 五   | 2026年2月18日預定 | 待公布   | PCXP-51225 |
| 六   | 2026年3月25日預定 | 待公布   | PCXP-51226 |

## 外部連結
- 漫畫官方網站 - 週刊少年Champion （日語）
- 漫畫官方的X（前Twitter） （日語）
- 電視動畫官方網站 （日語）
- 電視動畫官方的X（前Twitter） （日語）